# Monti Volsci
I Monti Volsci sono una catena pre-appenninica collinare e montuosa, costiera e sub-costiera del Lazio meridionale, che comprende i gruppi dei Monti Lepini, dei Monti Ausoni e dei Monti Aurunci. Secondo un'accezione più ampia si estendono tra Velletri e Capua, sconfinando dunque anche in Campania.

## Etimologia
Sebbene l'origine etimologica dell'aggettivo "volsci" sia ben definita e legata al popolo volsco, al quale rimandiamo per delinearne il significato profondo, l'attuale nome geografico non ha goduto negli ultimi decenni di definizione ed uso altrettanto chiaro. Nella carta di Abrahamus Hortelius del 1595 il nome Volsci indica un'area vasta compresa tra i paesi di Priverno e Amaseno. Il nome di Monti Volsci o di Dorsale dei Volsci o di Catena dei Volsci è presente in letteratura ed è utilizzato da viaggiatori e storici del XIX secolo quali per esempio Giuseppe Micali e Ferdinand Gregorovius. Col tempo, il nome che caratterizza questa dorsale nel suo insieme è diventato desueto perché al nome unitario fu preferita la denominazione dei settori geografici che lo compongono (Monti Lepini, Monti Ausoni, Monti Aurunci). Più di recente l'uso progressivamente più comune di Monti Volsci tende a rivalorizzarlo da un punto di vista turistico (carte degli anni 50 del Touring Club), geografico e culturale. Anche la letteratura geologica è concorde nel riconoscere caratteristiche comuni nello sviluppo tettonico e stratigrafico dei Monti Volsci. In particolare essi son definiti come quella porzione d'Appennino interno messasi in posto tra il Tortoniano e il Pliocene e principalmente composta di calcari di piattaforma mesozoici. 

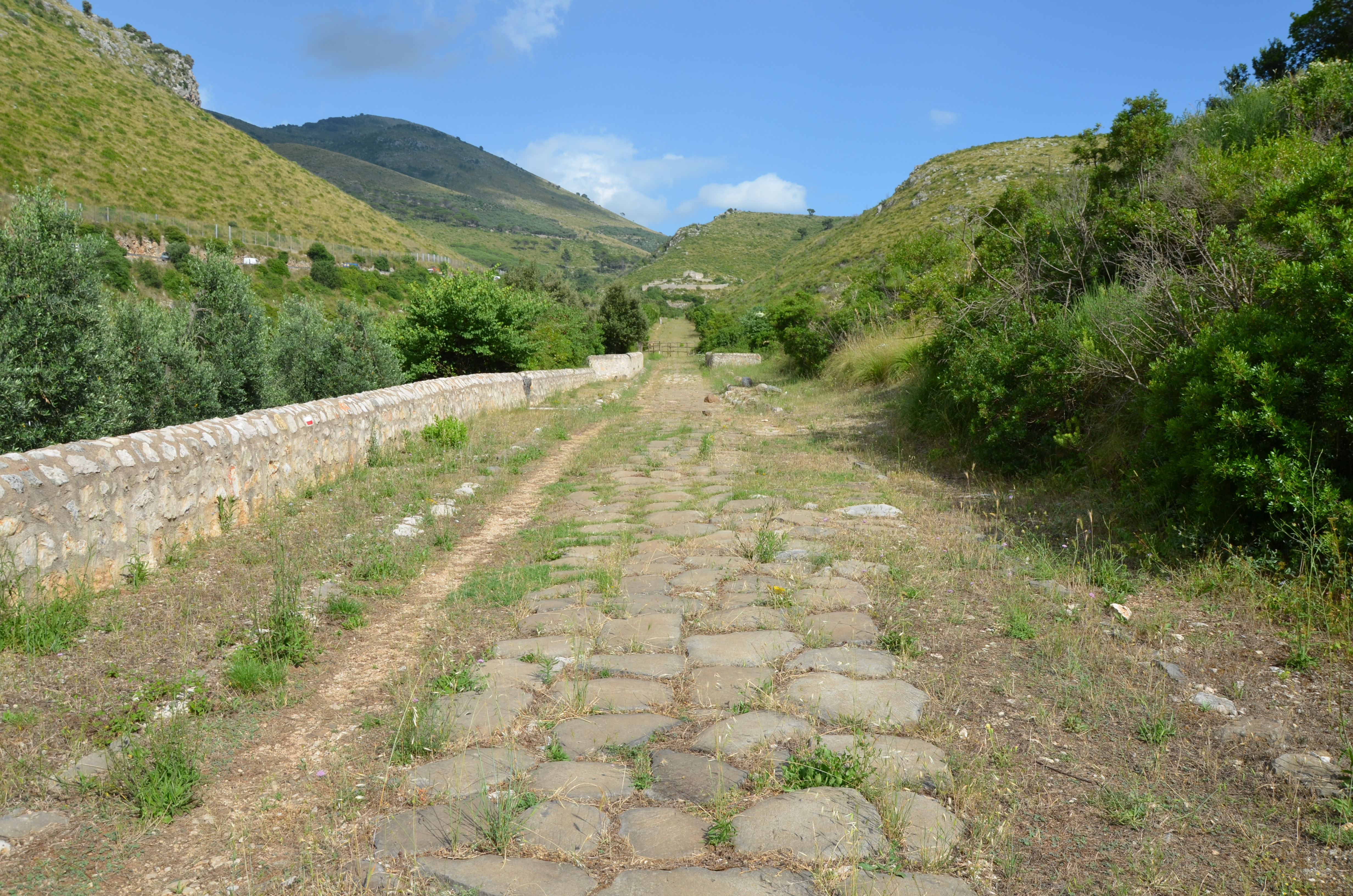
Via Appia - asse di comunicazione principale antico che corre lungo i versanti meridionali dei Monti Volsci

## Storia
Dal X secolo a.C. fino alla progressiva occupazione romana tra il VI e il IV secolo a.C e alle guerre sannitiche del IV e III secolo a.C., gran parte delle terre comprese tra l'attuale Anzio e Sora era dominata dai Volsci, che erano confinanti lungo il fiume Liri con il popolo degli Aurunci. Questi ultimi vivevano a Sud del Liri mentre gli Ausoni erano, per grandi linee, un popolo pre-italico stanziatosi tra Monti Ausoni ed Aurunci prima della discesa e il dominio dei Volsci sulle loro stesse terre. Nel periodo di massima espansione verso l'inizio del V secolo a.C., i Volsci si distinguevano in "Volsci anziati", lungo la costa e "Volsci ecetrani" più all'interno, in base alle due città volsche di Anzio ed Ecetra. La collocazione di Ecetra è ignota, e sebbene sia stata in passato erroneamente immaginata nei pressi dell'attuale Frosinone, secondo la maggioranza degli studi e delle fonti deve essersi situata nella zona compresa tra i monti Volsci e i Colli Albani, tra le attuali Cisterna di Latina ed Artena.
Le due compagini erano unite da legami religiosi e politici. Nonostante l'alleanza con gli Equi, gli eserciti volsci ed equi furono sconfitti dai Romani più volte nel corso del V secolo fino a giungere alla conquista ed alla "romanizzazione" di alcune città volsche fra cui Anzio, Atina, Circeii, Pometia, Terracina, Velletri. Con il consolidamento dell'influenza romana associato alla deduzione di diverse colonie romane già dal V secolo e a fasi alterne durante il periodo repubblicano, fu durante il principato di Augusto che i Monti Volsci vennero inseriti assieme a gran parte dell'attuale Campania costiera nella Regio I Latium et Campania. Grazie alla strategicità commerciale della posizione delle città di Priverno e Terracina, esse divennero tra i centri principali del Lazio imperiale al margine meridionale dei Monti Volsci.
A seguito delle vicende di caduta dell'Impero Romano, il passaggio del regno ostrogoto V secolo d.C è ancor oggi segnato dal toponimo di Capo Teodorico, all'estremo occidentale di Terracina. Al finire del VI secolo d.C., buona parte del settore Aurunco dei Monti Volsci venne annesso al dominio longobardo costituitosi nel Ducato di Benevento, separandolo per lungo tempo dai territori rimasti sotto il dominio del Pontefice di Roma nel settore Lepino e Ausono. In questo quadro, Gaeta mantenne il legame con Bisanzio espandendo i propri domini a danno dello Stato Pontificio e poi costituendosi in Repubblica Marinara tra il IX e il XII secolo guadagnandosi la sua autonomia infine capitolata al dominio longobardo nel 1032 e poi passata in mano normanna nel 1064. Il confine tra Stato Pontificio e Regno di Sicilia si stabilizzò dunque nel mezzo dei Monti Volsci dividendo il settore ausono nei pressi di Monticelli (attuale Monte San Biagio). Nel 1140 l'intero settore aurunco e la parte orientale di quello ausono furono poi annessi al Regno di Sicilia nella provincia di Terra di Lavoro.
Con lo spostamento della sede papale ad Avignone, nel 1346 Terracina ebbe a difendersi dall'espansionismo della famiglia Caetani della Contea di Fondi, le cui truppe congiunte a quelle a quelle pontificie furono ricacciate da quelle mercenarie della Repubblica di Genova alla quale Terracina fu annessa fino al 1367. Dopo diverse occupazioni ad opera del Regno di Napoli e restituzioni al dominio del Papa, il territorio di Terracina fu definitivamente riannesso allo Stato Pontificio nel solo 1499. Lungo questi confini ebbe luogo un fenomeno di brigantaggio persistente e attivo, a più riprese respinto da entrambi gli stati.
Nel XVII secolo, le truppe corsare ottomane presero possesso temporaneo di parte dei versanti meridionali e costieri dei Monti Volsci. In particolare la duplice distruzione del centro di Sperlonga nel 1534 e nel 1622 fu rimarcabile e funge a monito dell'instabilità politica dei confini degli stati italiani e della minaccia diretta al soglio pontificio.
Con l'invasione ad opera delle truppe di Napoleone nel 1799, gli antichi stati mutarono in Repubblica Romana e Repubblica Partenopea mantenendo inalterati i loro confini lungo i Monti Volsci. La restituzione al Papa dei suoi domini fu associata alla restaurazione del Regno di Napoli, poi dal 1816 Regno delle Due Sicilie. Durante la restaurazione borbonica, il confine fu nuovamente sede di brigantaggio e continui sconfinamenti reciproci delle truppe borboniche e pontificie ebbero luogo nella dura lotta di repressione che si spinse nel 1819 fino allo sfollamento e parziale distruzione di Sonnino nel settore ausono ad opera del Cardinal Consalvi.
Con l'istituzione del Regno d'Italia e la capitolazione della difesa pro-borbonica di Gaeta nel 1861, i Monti Volsci vennero politicamente riunificati. La suddivisione amministrativa del 1926 e del 1934 istituì le nuove provincie del Regno, spostando il baricentro politico a favore dell'influenza laziale. L'istituzione delle regioni della Repubblica Italiana confermò, la suddivisione amministrativa della Regione Lazio per come fu delineata dalla riforma delle provincie dal governo fascista, spostando dunque il confine con la Regione Campania sul Garigliano. Ciononostante, l'impronta culturale partenopea nel settore ausono-aurunco persiste nell'identità popolare dei territori dell'odierno basso Lazio, in precedenza sotto l'influenza di Napoli.
Durante la II guerra Mondiale nel 1943 la linea Gustav attraversò i Monti Volsci ripercorrendo parte dell'antico confine e fu sede di razzie ad opera delle truppe franco-marocchine. Tale episodio è raccontato nel film La ciociara.

## Geografia
I Monti Volsci si estendono per circa 95 km tra i rilievi vulcanici dei Colli Albani a Nord-Ovest e Roccamonfina a Sud-Est. A Nord-Est la catena è delimitata dalla Valle Latina mentre i versanti meridionali sono delimitati dall'Agro Pontino, Piana di Fondi e dal Mar Tirreno. I corsi d'acqua maggiori che segnano il confine della catena sono a Nord il Fiume Sacco e il Liri che a Est confluisce nel Garigliano; nella Pianura pontina: la successione dei fiumi Ninfa, Ufente e Amaseno. Le maggiori valli fluviali interne sono la Valle dell'Amaseno e la valle del Rio Ausente. Le massime elevazioni dei Monti Volsci superano di poco i 1500 metri (Monte Semprevisa, 1536 m s.l.m.; Monte Petrella, 1533 m s.l.m.).

### Settore settentrionale: Monti Lepini
Il settore settentrionale si identifica nel gruppo montuoso dei Monti Lepini il quale è suddiviso in occidentali e orientali dalla valle compresa tra Montelanico e Maenza. Il settore settentrionale è separato da quello centrale dal Fiume Amaseno. In riva destra, la valle dell'omonimo fiume, la Valle dell'Amaseno, è bordata dai rilievi del Monte Siserno che costituisce un gruppo intermedio avente un asse longitudinale di circa 12 km e largo circa 4 km. Il valico più importante nel settore settentrionale lepino è a circa 260 m tra i comuni di Giuliano di Roma e Patrica

### Settore centrale: Monti Ausoni
Il settore centrale ospita ampi altopiani bordati da ripidi pendii. Le massime quote sono rappresentate dal Monte Calvilli (1116 m s.l.m.) e dal Monte delle Fate 1090 m s.l.m.). In questo settore occorrono i paesi di Castro dei Volsci e Roccasecca dei Volsci e di Sonnino con la sua via volosca, toponimi con chiaro riferimento alle antiche popolazioni. Il confine con il settore meridionale non è costituito da una valle o una cresta facilmente riconoscibile essendo inoltre i toponimi riferiti agli Ausoni in pieno territorio riconosciuto comunemente come aurunco (vedi Ausonia e Coreno Ausonio). I valichi del settore centrale sono a circa 550 m tra i comuni di Vallecorsa e Lenola e a 640 m tra i comuni di Itri e Pico già di pertinenza aurunca.

### Settore meridionale: Monti Aurunci
Il settore meridionale è costituito dai gruppi montuosi dei Monti Aurunci occidentali e dal gruppo dei Monti Aurunci orientali anche chiamati Monti Vescini. La valle intermedia tra questi gruppi si amplia da 2 a 7 km di larghezza verso sud ed è attraversata principalmente dal Rio Ausente. I promontori di Monte di Scauri e della marina di Minturno sono riconducibili ai Monti Aurunci orientali. La porzione marittima dei Monti Aurunci occidentali che ricade nei comuni di Sperlonga, Itri e Gaeta è conosciuta anche come Monti Cecubi. Nei settori centrali e meridionali la catena è larga fino a circa 30 km.

### Suddivisione amministrativa
I Monti Volsci sono suddivisi tra la città metropolitana di Roma e le province di Latina e Frosinone e sono sede di diverse comunità montane (XIII, XVI, XVII, XIX, XXI, XXII) e monumenti naturali di pregio internazionale come il giardino di Ninfa e alcuni parchi naturali regionali di recente istituzione come il parco naturale dei Monti Aurunci, il parco regionale Riviera di Ulisse nel settore meridionale, e il parco naturale regionale monti Ausoni e lago di Fondi nel settore centrale.

## Territorio

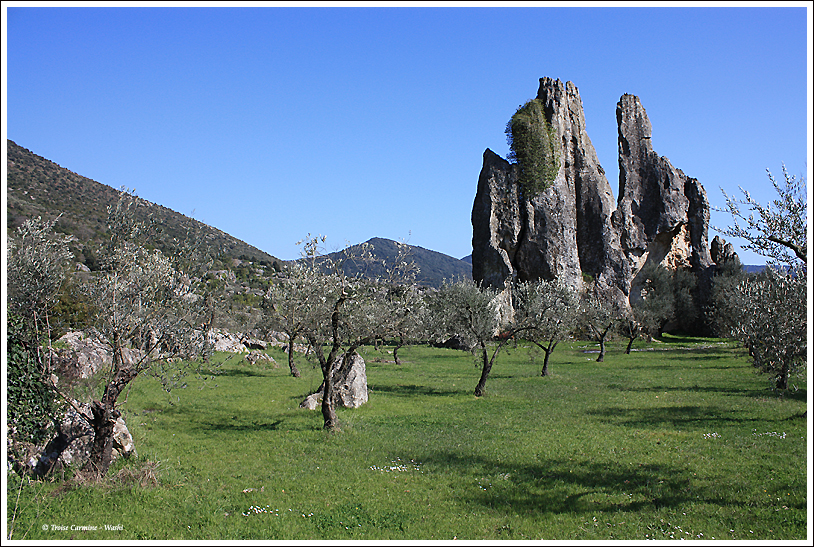
Tipico paesaggio volsco del settore

### Geologia
La successione rocciosa dei Monti Volsci è a prevalente costituzione carbonatica di età Triassico-Cretacea, con alcuni settori di Paleogene sedimentati in discordanza sulla serie mesozoica di piattaforma tropicale. La successione stratigrafica ha uno spessore minimo di 3500 m e appartiene al dominio di Piattaforma Laziale-Abruzzese, del quale i Monti Volsci rappresentano la porzione più meridionale in affioramento. Le dinamiche e le caratteristiche di messa in posto delle unità tettoniche hanno caratteri simili e storia geologica comune a tutta la dorsale dal settore settentrionale a quello meridionale.

#### Stratigrafia e Paleontologia
I termini più antichi affiorano nel settore meridionale, gruppo dei Monti Aurunci occidentali. Si tratta di calcari laminati con stromatoliti del Triassico superiore, indicativi di un ambiente deposizionale inter-sopratidale composto da calcari a Triasina, Aulotortidae, Dasycladales e da calcari dolomitici a Megalodontidi entrambi di ambiente subtidale di laguna tropicale.
I successivi sedimenti del Giurassico inferiore sono costituiti, invece, da due diverse sequenze carbonatiche: il “Calcare massiccio del Monte Nerone” in gran parte dolomitizzato (“Dolomie di Castelmanfrino”) e le dolomie saccaroidi ed i calcari dolomitici talora arrossati con intercalazioni di calcari organogeni a Thaumatoporella. I calcari del Giurassico medio affiorano anche nel settore settentrionale nel sottogruppo del Monte Semprevisa e preservano in alcune località tracce fossili di piante e dodecapodi, come nel caso dell'affioramento di Bassiano sul Monte Carbolino versante settentrionale. 

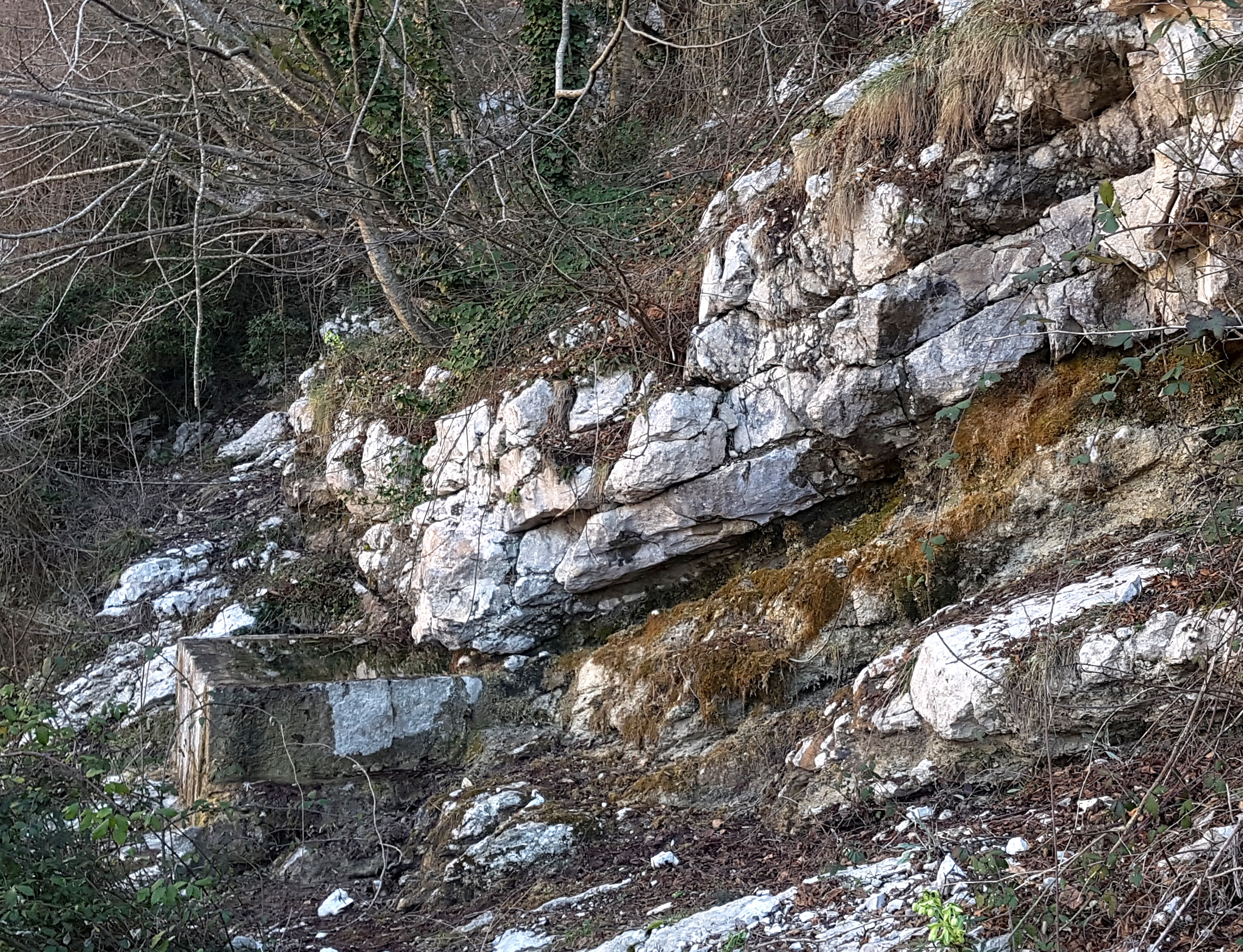
Livello argilloso a Orbitolina di età Aptiana affiorante lungo il versante meridionale del Monte Semprevisa in località Acqua della Chiesa.

I depositi del Cretaceo sono i più rappresentativi della catena e sono stati originati in ambienti di piattaforma tropicale interna e di margine. Quest'ultimi sono rinvenuti nelle propaggini più settentrionali comprese tra Cori e Artena e riguarda i termini del Cretaceo superiore in quanto costituiti da frammenti di rudiste. Alla sommità dei depositi del Cretaceo inferiore inizia la netta distinzione tra questi due ambienti per mezzo della formazione dei Calcari e marne a Salpingoporella dinarica contenenti l'intercalazione argillosa del livello a Orbitolina, di particolare interesse anche per la localizzazione della deformazione durante le fasi compressive del Miocene e in seguito del carsismo. Eccezionali rinvenimenti di impronte di dinosauro del Cretaceo superiore sono avvenuti a Sezze dove è stato istituito il monumento naturale, a Terracina in una cava di Campo Soriano e a Esperia. Gli strati più giovani del Cretaceo superiore (Maastrichitiano) sono rappresentati esclusivamente a Gorga implicando che il resto della piattaforma era stato eroso già prima della ripresa della sedimentazione nel corso del Cenozoico.
A Castelforte si rinvengono strati dell'Eocene superiore, elemento di grande rilevanza stratigrafica che permette di datare i movimenti di alcune faglie legato ai primissimi risentimenti tettonici legati alla formazione dell'Appennino. Successivamente nel Miocene, ha luogo la sedimentazione di calcari con ostriche, alghe rosse tipici della Formazione dei Calcari a Briozoi e Litotamni. Questi calcari affiorano discontinuamente e in modesti spessori al tetto dei depositi mesozoici sui massicci principali ma solo sui Monti Aurunci orientali sono più spessi e di valore economico in corrispondenza delle cave di Coreno Ausonio.

#### Tettonica compressiva e depositi sin-orogenici

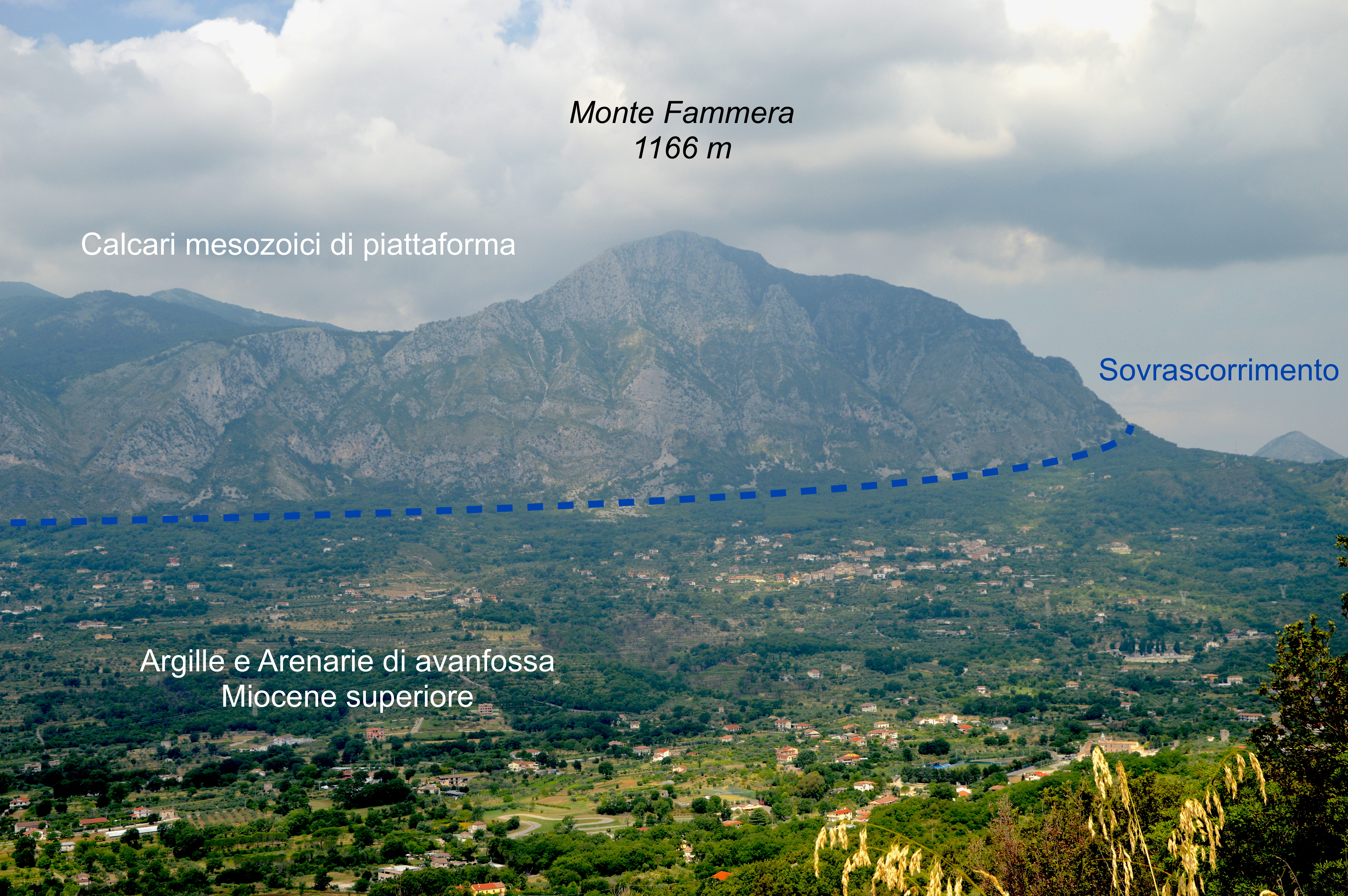
Sul fianco orientale del Monte Fammera (visto da Coreno Ausonio) i calcari mesozoici sono sovrapposti ai depositi di avanfossa del Tortoniano superiore e Messiniano.

La tettonica è fortemente impressa nel paesaggio ed è ben visibile sui versanti più spogli dove affiorano spettacolari sovrascorrimenti e pieghe. Di particolare pregio in questo senso la zona compresa tra il Monte Caccume e il Monte Siserno, il Monte Leucio e la zona compresa tra il Monte Fammera e Spigno Saturnia. La struttura orogenica della catena è stata formata durante le fasi compressive che hanno coinvolto l'intera area dei Monti Volsci e della Valle Latina compresa tra Colleferro e Sant'Ambrogio sul Garigliano dal Tortoniano dapprima e poi dal Messiniano inferiore al Pliocene. I depositi silicoclastici arenacei e pelitici di origine esterna (alloctona) affiorano al limite con la media Valle Latina e sono sovrascorsi dalle serie carbonatiche di piattaforma.

#### Tettonica distensiva e vulcanismo

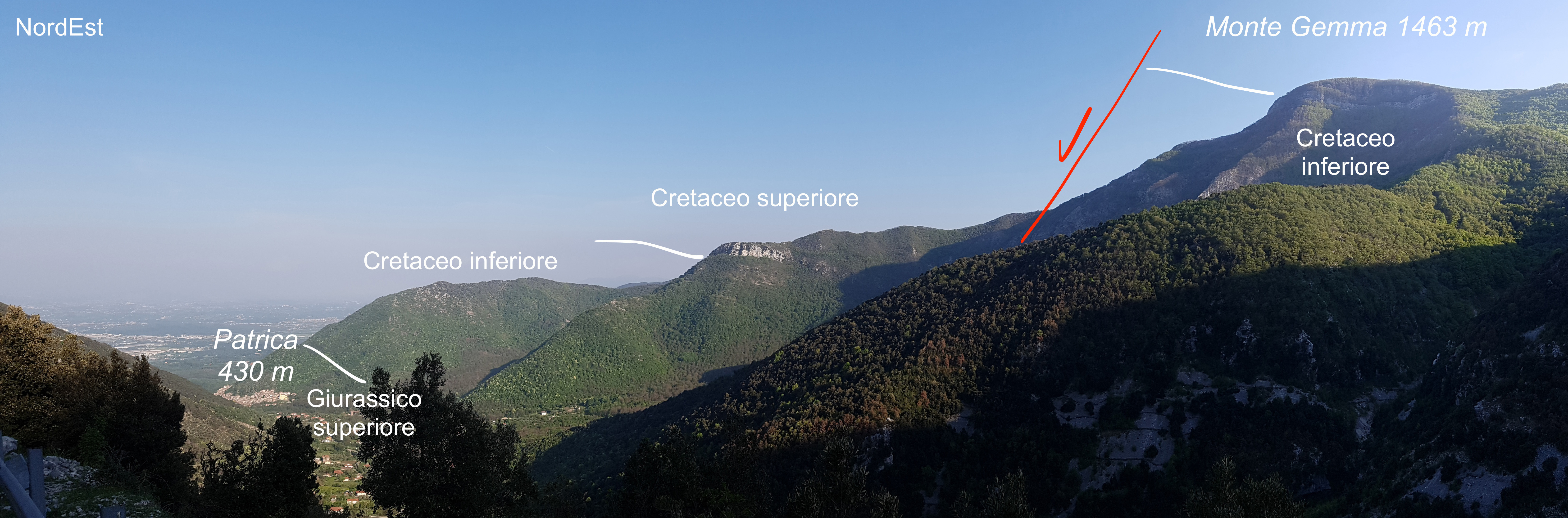
Geopanorama strada Supino - Santa Serena. Le linee bianche marcano i limiti stratigrafici tra calcari di diversa età sedimentati nel corso del Mesozoico dal Giurassico superiore al Cretaceo (da circa 150 a 80 milioni di anni). La linea rossa corrisponde alla traccia della faglia la cui mezzafreccia indica il blocco ribassato e la ripetizione dei limiti stratigrafici.

Nel Pliocene superiore-Pleistocene, la distensione tettonica del settore legata allo stiramento della crosta e all'apertura Mar Tirreno, ha generato delle faglie normali con direzione parallela all'asse della catena che hanno frammentato la catena ribassando alcuni blocchi. Diversi terrazzi erosivi di probabile età riconducibile al Pliocene sono preservati al tetto dei blocchi bordati da faglie normali, lungo i contrafforti meridionali della catena (es. Norma) e in prossimità del Graben della Valle Latina.
Durante il Pleistocene l'estensione è stata associata all'attività vulcanica dei circostanti centri vulcanici maggiori (0,7-0,10 Ma). Localmente dei depositi vulcanici autoctoni, relativamente recenti (0,7-0,25 Ma) e prevalentemente esplosivi sono preservati nelle conche intramontane tra Giuliano di Roma, Prossedi, Sezze, Valvisciolo, Terracina. Questi centri vulcanici sono composti da tufi contenenti frammenti di calcare (es. Patrica). Delle lave sono state inoltre rinvenute a Morolo, Giuliano di Roma, Tecchiena, Pofi e Maenza.
La presenza di alcuni piccoli terremoti a cinematica prevalentemente dovuto all'estensione nelle porzioni interne e nord-occidentali della catena e marginali ad essa (Faglia di Tor Tre Ponti e Faglia dell'Epitaffio) nella Pianura Pontina e nella Piana di Fondi dimostrano la presenza di una seppur modesta attività sismica il cui massimo registrato corrisponde ad una magnitudo Mw 3.5 della scala Richter.

#### Geomorfologia
Il paesaggio dei Monti Volsci è dominato dal carsismo, processo erosivo che ha dato luogo a forme tipiche delle successioni carbonatiche esposte a queste latitudini come ad esempio doline, forre, pianori carsici, polje e sorgenti carsiche, ecc. Alcuni siti sono di grande valore paesaggistico e naturalistico e sono tutelati come nel caso di caso del Monumento Naturale Campo Soriano e delle Grotte di Pastena. Si contano in totale circa 740 grotte, per uno sviluppo complessivo di circa 63 km di condotti carsici. Il gruppo dei Monti Lepini è il più carsificato dei tre, con uno sviluppo medio di 87 m di condotti sotterranei per km2 di affioramento delle litofacies 55+63, valore che scende a 27 m/km2 nei Monti Ausoni e a 26 m/km2 nei Monti Aurunci. Nella Pianura Pontina, ai piedi della dorsale lepina, si trova la piastra di travertino di Cisterna di Latina, nella quale sono note una grotta e alcuni sink-hole; altri sprofondi sono disseminati lungo il bordo orientale della Piana Pontina. Due piccole grotte in depositi conglomeratici sono presenti nel promontorio di Gianola.

#### Idrogeologia e termalismo
I Monti Volsci sono ricchissimi di sorgenti le più rilevanti delle quali sono perlopiù puntuali di origine carsica come quella di Ninfa. In maniera minore sussistono le sorgenti sospese determinate da peculiari situazioni geologiche montane (“livello a Orbitolina”) sopra la quota piezometrica principale. Sussistono inoltre delle sorgenti di carattere idrotermale nella zona del Lago dei Gricilli (24 °C) e di Capo Teodorico a Terracina. Il più rilevante esempio di idrotermalismo della regione è offerto a Suio Terme dove si registrano acque solfuree che arrivano a circa 50 °C.

### Clima
I Monti Volsci sono estremamente eterogenei per ragioni orografiche, d'esposizione ai venti e all'insolazione dei versanti e di altitudine. Le porzioni più interne ed esposte a settentrione sono più fresche e temperate influenzate come sono dalla circolazione delle correnti nord-orientali Appenniniche. I versanti occidentali delle porzioni marittime sono più schiettamente mediterranei, soprattutto nei settori costieri dei Monti Cecubi e in quelli prossimi al mare della Piana di Fondi e della Pianura Pontina. La piovosità è generalmente ridotta nei mesi estivi e aumenta progressivamente con la quota, concentrandosi nel periodo autunnale e primaverile per un totale che supera in diverse aree dei Monti Lepini e Aurunci i 1.400 mm di precipitazioni. Le nevicate sono confinate generalmente alle quote superiori i 1000 m, garantendo accumuli che sui versanti settentrionali possono resistere in superficie nelle settimane più rigide dell'anno, solitamente tra gennaio e febbraio. La neve può cadere sporadicamente possono interessare anche alle quote collinari e nei casi più rari di pianura. Sui versanti bordieri della catena non è infrequente nella stagione tardo primaverile ed estiva la formazione di temporali pomeridiani dovuti alla condensazione in corrispondenza dei rilievi maggiori di masse d'aria umide caricate dalle brezze marine.

### Vegetazione
I Monti Volsci sono rappresentati da molte specie locali endemiche che occorrono specialmente sulle rupi costiere. Nel loro insieme, la flora costituisce per numero di specie e per importanza fitogeografica una tra le aree più pregiate del Lazio. In particolare il settore meridionale è caratterizzato da circa 1800 entità finora conosciute, rappresentando così il territorio più ricco di specie del Lazio. Un aspetto di vegetazione secondaria di grande interesse floristico è determinato dalle praterie a Salvia officinalis. Di rilevante interesse, nel complesso forestale mesofilo del settore meridionale aurunco, la presenza di Ilex aquifolium e Taxus baccata.
Le condizioni climatiche influiscono sulla distribuzione della biodiversità e dunque della copertura vegetale identificando così dei tipi (aree) fitoclimatiche differenti tra loro per clima e vegetazione. Nei Monti Volsci, Blasi (1994), distingue quattro grandi regioni fitoclimatiche sulla base di dati termopluviometrici di lungo periodo. All’interno delle regioni fitoclimatiche sono state individuate 15 unità fitoclimatiche corrispondenti grossomodo agli ambienti di seguito numerati per punti.

#### La regione mediterranea
- steppa litoranea: nella battigia marina sono diffuse pioniere alofile come Convolvulus soldanella L., Cakile marittima, Salsola kali
- Pinete e boschi litoranei
- Macchia mediterranea. Composta quasi esclusivamente di specie sempreverdi, si possono distinguere tre aspetti:

1. Gariga con individui distanziati costituita da Calicotome sl., Clematis flammula, Stipa tortilis, Cistus salvifolius e Cistus incanus
2. Arbusteto o “macchia bassa” che si estende, talora in formazioni densissime dai retroduna marittimi sino ai rilievi collinari dove vive compenetrandosi con le formazioni sub-montane ed è caratterizzato da Myrtus communis, Pistacia lentiscus, Phillyrea sp., Lonicera implexa, Erica arborea, Cistus monspeliensis, Smilax aspera, Ruscus aculeatus
3. Bosco a leccio (Quercus ilex)

#### Regione mediterranea di transizione
- Steppa antropica. Si estende in pianura, colline e fondovalle ed anche ai confini dei coltivi, margini delle strade, ruderi.
- Steppe a graminacee. Le specie dominanti sono Cymbopogon hirtus, Andropogon distachyus; aspetti più igrofili sono i popolamenti a Imperata cilindrica e Ampelodesmos mauritanicus (abbondanti nel settore settentrionale e nella valle dell'Ausente e nella Piana di Fondi).
- Boscaglie xerofile. Queste formazioni a Quercus pubescens sono poco diffuse ma quando presenti sono caratterizzatai da Carpinus orientalis, Styrax officinalis, Cercis siliquastrum (ben presente a Pisterzo), Paliurus spina-christi.

#### Regione temperata di transizione
- Castagneti. Il castagno, soprattutto in alcuni settori dei Monti Lepini a substrato vulcanico di origine albana costituisce spesso boschi monofitici a causa dell’azione dell’uomo, in condizioni più naturali è accompagnato da Acer obtusatum rivelando così una tendenza mesofita molto marcata, insieme col cerro il castagno si può ritenere l’essenza arborea caratteristica della media montagna, nei Monti Volsci comunque le cerrete prevalgono sui castagneti a causa del clima in generale più asciutto (siccità mediterranea) che rende più problematica la sopravvivenza del castagno.
- Arboreti, boschi e pascoli. Relitti di boschi di farnia (Quercus robur) sono ancora presenti in rari siti sui versanti settentrionali più umidi, i pascoli sono molto diffusi, quelli planiziali e montani hanno come caratteristica quella di essere composti da specie emicriptofite con apparato radicale particolarmente adatto a resistere all’estate mediterranea (Cichorium, Foeniculum, Polygonum romanum).
- Bosco misto. Questo tipo di bosco ricopre la fascia collinare, dal limite della “macchia mediterranea” e più all’interno fino al contatto con le cenosi montane, la composizione è determinata da Quercus robur (farnia) poco rappresentata, Quercus cerris (cerro), Carpinus betulus (carpino bianco), Acer obtusatum, Acer campestre, Tilia plathyfillos (tiglio), Ligustrum vulgare, Fraxinus ornus, il castagno partecipa spesso a tale composizione.
- Cenosi di rupe submontane. Sono le macchie di leccio su rupi calcaree tipiche del settore centrale e marino (Monti Cecubi) anche con portamento arboreo, sui crinali calcarei si rinvengono steppe di graminacee a Stipa bromoidese, Brachupodium pinnatum.

#### Regione Temperata (montana)
- Faggeta. La faggeta rappresenta la formazione montana climacica appare intorno ai 750 m. di quota e scompare in corrispondenza delle massime quote. Al limite inferiore della sua fascia di distribuzione, vi sono popolamenti a dominanza di Ostrya carpinifolia (Carpino nero) o Quercus cerris. Il Fagus sylvatica è nettamente dominante nelle faggete ed è spesso accompagnato da Acer pseudoplatanus.
- Prateria montana. In ambiente di faggeta nelle radure sono presenti prati-pascoli ricchi di endemismi.
- Steppe su brecciai elevati. L’ambiente dei brecciai è molto peculiare perché costituito da detriti calcarei molto mobili e permeabili che selezionano una vegetazione specializzata con apparato radicale voluminoso e strisciante; Ranunculus brevifolius, Isatis apenina, Arenaria bertoloni, Rumex scutatus.